# 振州
振州，中国唐朝设置的州。
武德五年（622年）以临振郡改置，治所在宁远县（今海南省三亚市崖城镇）。辖境相当今海南省三亚市和保亭、乐东二县部分地区。天宝元年（742年）改为延德郡，乾元元年（758年）复为振州。北宋开宝五年（972年）又改名崖州。 
振州刺史
- 韩瑗（657年—659年）